# Hans Erich Apostel
Hans Erich Apostel (né le 22 janvier 1901 à Karlsruhe – mort le 30 novembre 1972 à Vienne) est un compositeur autrichien appartenant à la seconde école de Vienne.

## Biographie
Hans Erich Apostel naît à Karlsruhe en 1901. Il commence ses études musicales en étudiant avec Alfred Lorenz, de 1916 à 1919, le piano, la théorie musicale et la direction d'orchestre. En 1920, il devient kapellmeister et corépétiteur au théâtre national de Baden, à Karlsruhe. Il écrit ses premières œuvres dans le style d'un compositeur romantique avec une grande inspiration lyrique.
De 1921 à 1925 il est le disciple d'Arnold Schönberg à Vienne puis de 1925 à 1935, d'Alban Berg. Il prend avec des cours privés de piano, de théorie musicale et de composition. Quelques-unes de ses compositions évoquent une relation spéciale avec la peinture expressionniste − il est l'ami d'Emil Nolde, Oskar Kokoschka et Alfred Kubin.
Pendant la période nazie, sa musique fut considérée comme de l'art dégénéré et ne fut pas interprétée ; à cette période, Apostel se consacra à sa carrière de pianiste, accompagnateur et chef d'orchestre de musique contemporaine en Autriche, Allemagne, Italie et Suisse. Il résida un certain temps à Vienne.
Après la Seconde Guerre mondiale, Apostel développe la section autrichienne de la Gesellschaft für Neue Musik dont il est le président de 1947 à 1950. Il travaille comme correcteur aux éditions Universal (qui depuis lors et jusqu'à aujourd'hui éditent sa musique) et est responsable des nouvelles éditions de Wozzeck (1955) et Lulu (1963) d'Alban Berg. Il a reçu de nombreux prix et reconnaissances au cours de sa vie. Son œuvre Paralipomena dodekaphonika est un bon exemple de son travail plus tardif. Il meurt à Vienne le 30 novembre 1972, à 71 ans.

## Prix
- 1937 - Prix Emil Hertzka pour son Requiem op. 4 ;
- 1948 - Prix de la Ville de Vienne de musique ;
- 1952 - Förderpreis des Österreichischen Staatspreises pour ses Variaciones sobre Haydn op. 17 ;
- 1957 - Großer Österreichischer Staatspreis ;
- 1960 - Mitglied des österreichischen Kunstsenats ;
- 1963 - Korrespondierendes Mitglied der "Wiener Secession" ;
- 1963 - "Honorary Director" de la North Carolina Music Society à Raleigh, États-Unis ;
- 1968 - Prix de composition musicale prince Pierre de Monaco, pour sa Symphonie de chambre op. 41[1].

## Catalogue des œuvres
| Année   | Opus      | Œuvre | Instrumentation                       |
| ------- | --------- | --- | ------------------------------------- |
| 1923    | (s.op.)   | Fünf Lieder o.Op. (Die chinesische Flöte, übs. von Hans Bethge) für Gsg. und Kl.                                                       | Musique vocale (piano)                |
| 1925-26 | (s.op.)   | Dämmerstunde (Theodor Storm), "Horch!- Horch!" (Alfred Mombert), "Oktobernacht" o.Op. (Richard Billinger) für Gsg. und Kl. (rev. 1954) | Musique vocale (piano)                |
| 1926    | -         | Fünf Lieder (Alfred Mombert, Der Glühende) für Gsg. und Kl. (in den Skizzen als op. 12 bezeichnet)                                     | Musique vocale (piano)                |
| 1930-31 | Opus 03   | Fünf Lieder (Hanns Johst, Lieder der Sehnsucht) für tiefe St. und Kl. bzw. Orch. op. 3                                                 | Musique vocale (piano)                |
| 1935    | Opus 06   | 4 Lieder (Rainer Maria Rilke) für tiefe St. und Kl. op. 6                                                                              | Musique vocale (piano)                |
| 1939-40 | Opus 09   | Fünf Gesänge (Friedrich Hölderlin) für tiefe St. und Orch. Op. 9                                                                       | Musique vocale (orchestre)            |
| 1948    | Opus 15   | 3 Gesänge (Stefan George, Die Lieder von Traum und Tod) für mittlere St. und Kl. op. 15                                                | Musique vocale (piano)                |
| 1951    | Opus 18   | 3 Gesänge (Georg Trakl) für tiefe Frauenst., 4 Va., 2 Vc. und Kb. op. 18                                                               | Musique vocale (avec des instruments) |
| 1953    | Opus 22   | Fünf Lieder (R. Felmayer) für mittlere Singst., Fl., Klar. und Fag. op. 22                                                             | Musique vocale (avec des instruments) |
| 1954-55 | -         | Jäger-Ballade von der Gans (Ein Silvesterspuk) (Text vermutl. von Apostel) für Sprechst., gem. Ch. und Orch.                           | Musique vocale (orchestre)            |
| 1961-62 | Opus 36   | Ode (H. E. Apostel) für Alt und gr.Orch. op. 36                                                                                        | Musique vocale (orchestre)            |
| 1965    | Opus 40   | Zwei Gesänge (Alfred Mombert, Musik der Welt) für Alt und Kl. op.40                                                                    | Musique vocale (piano)                |
| 1964    | -         | Der Zecher (Erich Schmale), Wiener Lied für Gsg. und Kl.                                                                               | Musique vocale (piano)                |
| 1968    | (s.op.)   | Couplet der Armanda (Albert Drach, Spiel vom Meister Siebentod) für 3st. Gsg., Kl. und Schlgz. o.Op.                                   | Musique vocale (avec des instruments) |
| 1971    | Opus 46a  | Weiße Wicken in der Vase (Etta Reich) für mittlere St. und Kl. op.46a                                                                  | Musique vocale (piano)                |
| 1928    | -         | Meeresstille und Glückliche Fahrt (Johann Wolfgang von Goethe) für 4st. M.-Ch. a cappella                                              | Chœur (a cappella)                    |
| 1933    | Opus 04   | Requiem (nach Rainer Maria Rilke, Stundenbuch) für 8st. gem. Ch. und Orch.                                                             | Chœur (orchestre)                     |
| 1942    | Opus 10.1 | O sage, wo du bist (Friedrich Rückert) für 6st. Kn.-Ch. oder Fr.-Ch. a cappela                                                         | Chœur (cappella)                      |
| 1942    | Opus 10.1 | Untreue (Joseph von Eichendorff), verworfen                                                                                            | Chœur                                 |
| 1941    | Opus 10.3 | Es waren zwei Königskinder, Var. für gem. Ch. a cappella                                                                               | Chœur (a cappella)                    |
| 1957    | Opus 16   | Um Mitternacht (Eduard Mörike) für 6st. gem. Ch. a cappella                                                                            | Chœur (a cappella)                    |
| 1958    | Opus 28   | Höhe des Jahres (Johann Grunert) für 4st. M.-Ch.                                                                                       | Chœur (a cappella)                    |
| 1963-64 | -         | Silvester-Rakete mit Atmosphärenklang (Text vermutl. von Apostel) für Fr.-Ch. und Orch.                                                | Chœur (orchestre)                     |
| 1964    | Opus 37   | Triptychon (Felix Braun) für 1- bis 6st. Kn.-Ch. a cappella und Altfl.                                                                 | Chœur (a cappella)                    |
| 1937    | Opus 11   | Adagio für gr. Str.-Orch., 2 Hf, Cel. und Kl. (2. Satz einer Symph.)                                                                   | Orchestre                             |
| 1949    | Opus 17   | Variationen über ein Thema von Joseph Haydn op. 17                                                                                     | Orchestre                             |
| 1953-55 | Opus 21   | Ballade op. 21 (Bearb. der Fantasia rítmica für Kl.)                                                                                   | Orchestre                             |
| 1956    | (s.op.)   | Variationen über 3 Volkslieder o.Op.                                                                                                   | Orchestre                             |
| 1957    | Opus 27   | Rondo rítmico | Orchestre                             |
| 1958    | -         | Klavier-Konzert, Druckfassung für 2 Kl. vierhd.                                                                                        | Orchestre                             |
| 1958-62 | (s.op.)   | Festl. Musik für Blasorch. o.Op. | Orchestre                             |
| 1961    | (s.op.)   | Fünf österr. Miniaturen o.Op. | Orchestre                             |
| 1965-67 | -         | Kammersymphonie | Orchestre                             |
| 1969    | Opus 43   | Epitaph, für Str.-Orch. | Orchestre                             |
| 1969-70 | Opus 44   | Paralipomena dodekaphonika. Der Haydn-Var. op. 17 anderer Teil op. 44                                                                  | Orchestre                             |
| 1972    | Opus 50   | Passacaglia | Orchestre                             |
| 1926    | -         | Streichquartett | Musique de chambre (quatuor)          |
| 1935    | Opus 07   | Streichquartett Nr.1 | Musique de chambre (quatuor)          |
| 1947-49 | Opus 14   | Quartett, für Fl., Klar., Hrn. und Fag.                                                                                                | Musique de chambre (quatuor)          |
| 1951    | Opus 19.1 | Sonatine für Fl op. 19, Nr.1 | Musique de chambre                    |
| 1952    | Opus 19.2 | Sonatine für Klar. op. 19, Nr.2 | Musique de chambre                    |
| 1952    | Opus 19.3 | Sonatine für Fag. op. 19, Nr.3 | Musique de chambre                    |
| 1952    | Opus 20   | Fünf Bagatellen für Fl., Klar. und Fag. op. 20                                                                                         | Musique de chambre                    |
| 1954    | Opus 23   | Intrada für 9 Trp., 3 Pos., 2 Tuben, 6 Hrn. und Schlgz. op. 23                                                                         | Musique de chambre                    |
| 1955    | Opus 25   | 6 Musiken für Git. op. 25 | Musique de chambre                    |
| 1956    | Opus 26   | Streichquartett Nr.2 op. 26 | Musique de chambre (quatuor)          |
| 1958    | Opus 29   | Studie für Fl., Va. und Git. op. 29 | Musique de chambre                    |
| 1960    | Opus 32   | 3 Alpacher Miniaturen. Studien über eine Zwölftonreihe für Cemb. op. 32                                                                | Musique de chambre                    |
| 1962    | Opus 35   | Sonate für Vc. und Kl. op. 35 | Musique de chambre                    |
| 1962    | Opus 33   | 6 Epigramme für Streichquartett op. 33                                                                                                 | Musique de chambre                    |
| 1964    | Opus 38   | Kleines Kammerkonzert für Fl., Va. und Git. op. 38                                                                                     | Musique de chambre                    |
| 1964    | -         | Geburtstag-Fanfare für 6 Trp. und 6 Pos.                                                                                               | Musique de chambre                    |
| 1964    | Opus 39.1 | Sonatine für Ob. op. 39, Nr.1 | Musique de chambre                    |
| 1964    | Opus 39.2 | Sonatine für Hrn. op. 39, Nr.2 | Musique de chambre                    |
| 1970    | Opus 42.1 | Sonatine für Trp. op.42,Nr 1 | Musique de chambre                    |
| 1970    | Opus 42.2 | Sonatine für Pos. op.42, Nr.2 | Musique de chambre                    |
| 1971    | Opus 45   | Fischerhaus-Serenade für Fl., Ob., Klar., Fag., Trp., HrN., Pos. 2 Vl., Va., Vc. und Kb. op.45                                         | Musique de chambre                    |
| 1924-34 | (s.op.)   | Albumblätter o.Op. , pour piano | Piano                                 |
| 1926    | -         | Fünf orientalische Skizzen, pour piano                                                                                                 | Piano                                 |
| 1927    | -         | Fünf Klavier-Stücke | Piano                                 |
| 1928    | Opus 01   | Variationen nach einer Kokoschka-Mappe op. 1, pour piano                                                                               | Piano                                 |
| 1929    | Opus 02   | Sonate, pour piano | Piano                                 |
| 1934    | Opus 05   | Sonatina rítmica, pour piano | Piano                                 |
| 1935    | -         | Variationen aus "Lulu" (Bearb. des 4. Satzes der Symphonischen Stücke aus der Oper "Lulu" von Alban Berg) für Kl. vierhd. oder 2 Kl.   | Piano                                 |
| 1938    | Opus 08   | Klavier-Stück op.8 | Piano                                 |
| 1946    | Opus 13   | Kubiniana. 10 Klavierstücke nach Zeichnungen von A.Kubin op. 13                                                                        | Piano                                 |
| 1945-50 | Opus 13a  | 60 Schemen nach Zeichnungen A. Kubins. Abenteuer einer Notenfeder op. 13a, pour piano                                                  | Piano                                 |
| 1951-52 | -         | Fantasia rítmica, pour piano (urspr. Fassung der Ballade op. 21)                                                                       | Piano                                 |
| 1955    | Opus 24   | Suite "Concise". 7 pièces op. 24, pour piano                                                                                           | Piano                                 |
| 1959    | Opus 31a  | 4 kleine Klavier-Stücke op. 31a, pour piano                                                                                            | Piano                                 |
| 1959    | Opus 31b  | Fantasie op. 31b, pour piano | Piano                                 |
| 1961    | Opus 34a  | Kleine Passacaglia op. 34a, pour piano                                                                                                 | Piano                                 |
| 1961    | Opus 34b  | Toccata op. 34b, pour piano | Piano                                 |